# Charles McArther Emmanuel
Charles McArther Emmanuel, também conhecido como Chuckie Taylor (nascido em 1978), é filho de Charles Ghankay Taylor, ex-presidente da Libéria.  Criado por sua mãe na Flórida até os 17 anos, Taylor Jr. viajou para a Libéria em 1994 para morar com seu pai, que por sua vez o matriculou na Accra Academy, um internado de elite no Gana.  Mais tarde, frequentou o College of West Africa  em Monróvia. Durante a presidência de seu pai, Emmanuel tornou-se o comandante da infame e violenta Unidade Antiterrorista (ATU), comumente conhecida na Libéria como "Forças do Demônio". Ele está atualmente cumprindo uma sentença de 97 anos na Flórida por seu papel em violações dos direitos humanos cometidas na Libéria.